# Desire Under the Elms
Desejo sob os olmos, ou Desejo sob os ulmeiros, (em inglês:  Desire under the elms) é uma peça de teatro escrita pelo dramaturgo Eugene O'Neill em 1924. Pertence ao género dramático, e propõe uma versão mais mundana e moderna da tragédia clássica.
A peça foi adaptada ao cinema: o filme Desire Under the Elms, de Delbert Mann, tem guião de Irwin Shaw e interpretação de Sophia Loren, Anthony Perkins e Burl Ives.

## Personagens
Ephraim Cabot: pai de família e suposto dono da propriedade rural onde se desenvolve a ação.
Simeon e Peter Cabot: filhos de Ephraim Cabot e da sua primeira mulher.
Eben Cabot: filho de Ephraim Cabot e da sua segunda mulher.
Abbie Putnam: Terceira mulher de Ephraim Cabot e amante de Eben.